# 太卜
太卜，官名。西周置，位次三公，为六卿之一，掌以玉、石、田地破裂的兆象、三易（连山、归藏、周易）八卦之法、及梦境等，占卜国家吉凶。随着人类知识见长，此类官职的等级一再下降。西汉时期，太卜仅为太常诸署之一，署置令，秩六百石，有丞一人，秩四百石；东汉时不置，并其职入太史令；北魏置卜博士；北齐置太卜司丞，领于太史令；北周置卜大夫、小卜上士、龟占中士等官；隋唐置太卜署，有令、丞各一人；宋朝废太卜入司天台，此官遂废。